# Ordre des Saints-Cyrille-et-Méthode
L'ordre des Saints-Cyrille-et-Méthode est une distinction décernée par la république de Bulgarie depuis 2003 et qui a connu deux créations précédentes, en 1909 et en 1950.

## Histoire
L'ordre a bénéficié de trois créations :
- Le 18 mai 1909 comme ordre des Saints apôtres Cyrille-et-Méthode (en) par le royaume de Bulgarie, aboli en 1946 ;
- Le 13 décembre 1950 par la république populaire de Bulgarie (mais appelé ordre de Cyrille et Méthode (d)), aboli en 1991 ;
- Le 29 mai 2003 par l'actuelle république de Bulgarie, toujours décerné.

## L'Ordre royal

### Histoire
L'ordre a été créé le 18 mai 1909 par le tsar Ferdinand Ier de Bulgarie (grand-père du roi Siméon II), afin de commémorer la souveraineté de la Bulgarie. La Grand-Croix de cet ordre est la première à être décernée aux plus hauts dignitaires de l'État.

### Grades
Il se composait d'une classe : chevalier, représenté par un collier, une ceinture et une étoile de poitrine.

### Insignes
Le collier des membres est en argent doré et montre alternativement un lion debout couronné tourné vers la gauche et une fleur de lys.
Le ruban de l'ordre est orange pâle.
L'insigne de l'ordre est une croix byzantine dorée émaillée de bleu clair. Dans les angles croisés, sont montées des poutres émaillées vertes, sur chacune desquelles se trouve un lys stylisé. Dans le médaillon, les figures au repos des saints Cyrille et Méthode se tiennent côte à côte. Le médaillon est bordé d'un anneau doré sur l'inscription émaillée bleue « EX ORIENTE LUX » (lumière venant de l'est).
L'étoile de poitrine a la forme d'une croix maltaise et est en argent. Dans les angles croisés, des flammes flamboyantes sont vues avec un lys appliqué. Au centre de la croix se trouve une représentation d'un séraphin.

### Maison royale
L'ancien roi Siméon II considère cette version de l'ordre comme son ordre dynastique et le porte - de l'épaule gauche à la hanche droite - lors d'occasions officielles telles que le mariage de Victoria, princesse héritière de Suède et Daniel Westling[réf. nécessaire]

## Ordre de Cyrille-et-Méthode (1950-1991)
La république populaire de Bulgarie institue, par le décret no 649 du Præsidium de la Première assemblée nationale, le 13 décembre 1950, l'ordre de Cyrille et Méthode (le mot « Saints » est abandonné sous le régime communiste). Le 28 mai 1974, l'article no 36 du décret no 1094 du Conseil d'État détermine les récipiendaires de l'ordre. Celui-ci est décerné comme un honneur dans les domaines de la science, de la culture ou de la peinture. Le système de récompenses de la république populaire de Bulgarie crée de nombreux types de récompenses, parmi lesquelles 17 ordres, classés en ancienneté en 8 degrés, l'ordre de Cyrille et Méthode est le septième en ancienneté.
L'ordre est abrogé par un amendement du décret no 1094 du 21 mars 1991 de la 7e Grande assemblée nationale.

### Grades
L'ordre se composait de trois classes : 
- Première classe ;
- Deuxième classe ;
- Troisième classe.

### Insigne
L'insigne est une médaille ronde sur fond émaillé rouge, bleu ou blanc. Il montre l'image des saints en relief. Sur le côté gauche, Cyrille, qui tient un parchemin avec les quatre premières lettres de l'alphabet cyrillique dans les mains. Il est légèrement décalé à droite derrière Méthode avec une bible sous le bras. Une étoile à cinq branches est vue sur le dessus de la médaille, suspendue à un ruban de couleur bleu clair.
Il existe trois médailles différentes, selon la classe qu'elle accompagne :
- Première classe : médaille d'or avec émail rouge.
- Deuxième classe : médaille d'argent avec émail bleu.
- Troisième classe : médaille d'argent avec émail blanc.

La médaille est portée sur la poitrine gauche.

## République de Bulgarie (depuis 2003)
L'ordre des Saints-Cyrille-et-Méthode est rétabli le 29 mai 2003, en tant que deuxième ordre de la république après l'ordre de Stara Planina (ordre des montagnes des Balkans) et est décerné pour le mérite dans les domaines de l'art, de la science, de l'éducation et de la culture.

### Grades
Il existe trois grades : 
- Collier ;
- Première classe (officier) ;
- Seconde classe (chevalier)[2].

### Insigne
L'insigne de l'ordre s'inspire de la forme de l'ère tsariste :
- La médaille des deux premiers grades est une croix byzantine argentée avec des bords en argent doré, la 3e grade n'est que totalement argentée.
  - Les flammes dans l'angle croisé ne sont plus soumises à une fleur de lys ;
  - Au revers, à la place des noms chiffrés couronnés, on retrouve les couleurs nationales du pays.

Le ruban de l'ordre est orange.

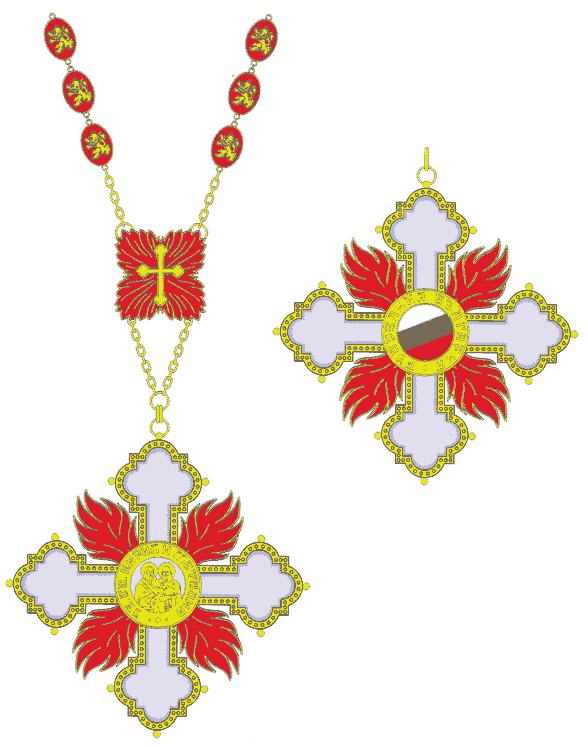
Collier
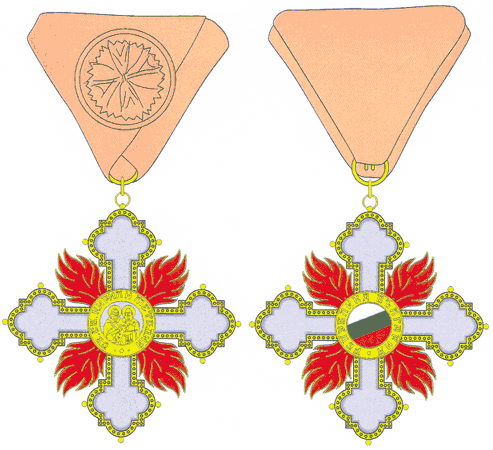
Officier
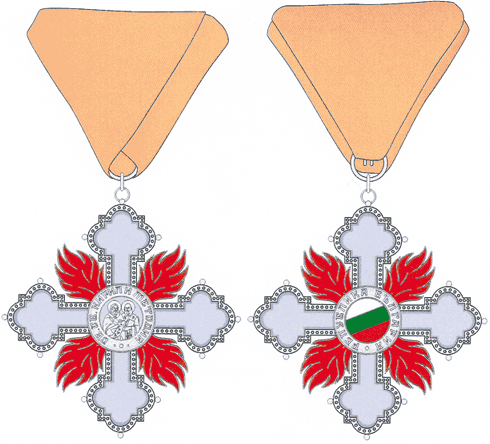
Chevalier